# Dew-Scented
Dew-Scented est un groupe allemand de thrash et death metal, originaire de Brunswick, en Basse-Saxe. Formé en 1992, ce groupe compte actuellement une démo, et dix albums studio à son actif. Les titres de leurs albums ont la particularité de tous commencer par la lettre I.

## Biographie
Dew-Scented est formé en 1992 par le chanteur Leif Jensen, qui est rejoint par le batteur Uwe Werning en 1997, et par le guitariste Hendrik Bache en automne 2001.
En hiver 1992/1993, le groupe enregistre et publie sa première démo, Symbolization, bien connue de la scène underground, qui l'aide à signer au label SPV/Steamhammer. Au printemps 1996 sort Immortelle, le premier album du groupe. Le groupe part en tournée en soutien à l'album avec Edge of Sanity, Lake of Tears et Sadist. De par sa popularisation, le groupe commence à changer de formation. Ils signent en 1998 au label Grind Syndicate Media/NBR, auquel ils publient leur deuxième album Innoscent. La même année, ils jouent pour la première fois au Wacken Open Air. En été 1999, ils publient Ill-Natured, qui est un mélange de death et de thrash metal. Deux ans après, il suit de l'album Inwards, sur lequel participe Andy Classen. En soutien à l'album, ils jouent dans plusieurs festivals et avec des légendes du thrash metal comme Kreator, Sodom et Destruction. Pour la première fois, ils tournent aux États-Unis.
La sortie en 2003 de l'album Impact et du double-album Ill-Natured and Innoscent, publiés au label Nuclear Blast, fait officiellement de Dew-Scented un groupe de thrash metal populaire, grandement comparé à Slayer,,. Issue VI, leur sixième album, est publié en juin 2005. L'édition limitée de l'album comprend une vidéo de la chanson Turn to Ash et 17 chansons live, enregistrées entre 2002 et 2005. Le 30 mars 2007, l'album Incinerate est publié en Europe et le 3 avril 2007 en Amérique du Nord.
En 2012, le groupe joue pour la quatrième fois au Wacken Open Air. Dew-Scented publiera un nouvel album, Intermination, le 30 juin 2015 au label Prosthetic Records.

## Membres

### Membres actuels
- Leif Jensen - chant (depuis 1992)
- Marvin Vriesde - guitare (2005, depuis 2012)
- Rory Hansen - guitare (depuis 2012)
- Joost van der Graaf - basse (depuis 2012)
- Koen Herfst - batterie (depuis 2012)

### Anciens membres
- Ralf Klein - guitare (1996-1998)
- Hendrik Bache - guitare (2001-2008)
- Florian Müller - guitare (1998-2008)
- Jörg Szittnick - guitare (1992-1996)
- Patrick Heims - basse (1996-2003)
- Tarek Stinshoff - batterie (1992-1996)
- Uwe Werning - batterie (1997-2007)
- Alexander Pahl - basse (2003-2011)
- Martin Walczak - guitare (2008-2010)
- Michael Borchers - guitare (2008-2012)
- Marc-Andree Dieken - batterie (2008-2012)

## Discographie
- 1994 : Symbolization (démo)
- 1996 : Immortelle
- 1998 : Innoscent
- 1999 : Ill-Natured
- 2002 : Inwards
- 2003 : Impact
- 2005 : Issue VI
- 2007 : Incinerate
- 2010 : Invocation
- 2012 : Icarus
- 2013 : Insurgent (compilation)
- 2015 : Intermination

## Vidéographie

### Clips
- 2007 : That's Why I Despise You, tiré de Incinerate, dirigé par Patric Ullaeus